# 高橋敏 (歴史学者)
高橋 敏（たかはし さとし、1940年3月1日 - ）は、日本の日本史学者。専門は静岡の近世・近代史、江戸時代の教育史、江戸時代の博徒、江戸の訴訟など多岐にわたる。国立歴史民俗博物館、総合研究大学院大学名誉教授。

## 経歴
静岡県下田市生まれ。1963年東京教育大学文学部史学科卒業、1965年同大学大学院文学研究科修士課程修了。静岡県立高校の教員を長年務めた後、1983年群馬大学教育学部助教授に就任。1989年3月同教授、4月国立歴史民俗博物館教授。1990年「近世村落生活文化史序説 上野国原之郷村の研究」で文学博士（筑波大学）。1999年総合研究大学院大学教授。2005年定年退職、名誉教授
従来の歴史学において扱われてこなかった博徒や義民に注目した研究を行い、上州の国定忠治、竹居安五郎・黒駒勝蔵など甲州博徒、駿河の清水次郎長に関する著作を著した。

## 著書
- 『日本民衆教育史研究』未来社 1978
- 『民衆と豪農 幕末明治の村落社会』未来社 1985
- 『近世村落生活文化史序説 上野国原之郷村の研究』未来社 1990
- 『国定忠治の時代 読み書きと剣術』平凡社選書 1991、ちくま文庫 2012
- 『江戸の訴訟 御宿村一件顛末』岩波新書 1996
- 『家族と子供の江戸時代 躾と消費からみる』朝日新聞社 1997
- 『近代史のなかの教育』岩波書店 日本の50年日本の200年 1999
- 『国定忠治』岩波新書 2000
- 『江戸村方騒動顛末記』ちくま新書 2001
- 『清水次郎長と幕末維新 『東海遊侠伝』の世界』岩波書店 2003
- 『博徒の幕末維新』ちくま新書　2004、ちくま学芸文庫 2018
- 『大原幽学と幕末村落社会 改心楼始末記』岩波書店 2005
- 『幕末狂乱 コレラがやって来た!』朝日選書 2005
- 『江戸の教育力』ちくま新書 2007
- 『国定忠治を男にした女侠 菊池徳の一生』朝日選書 2007
- 『清水次郎長 幕末維新と博徒の世界』岩波新書 2010
- 『大原幽学と飯岡助五郎 遊説と遊侠の地域再編』山川出版社 日本史リブレット 2011
- 『地方文人の世界』同成社江戸時代史叢書 2011
- 『韮山代官江川家と地方支配』岩田書院 2011
- 『小栗上野介忠順と幕末維新 『小栗日記』を読む』岩波書店 2013
- 『白隠 江戸の社会変革者』岩波現代全書 2014
- 『江戸の平和力 戦争をしなかった江戸の250年』敬文舎〈日本歴史 私の最新講義18〉 2015
- 『一茶の相続争い－北国街道柏原宿訴訟始末』岩波新書 2017

### 共著
- 『佐倉義民伝の世界 歌舞伎「東山桜荘子」初演をめぐって 鼎談』嵐圭史,小池章太郎共著 歴史民俗博物館振興会 歴博ブックレット 2003

## 注
1. 1 2 3 4 5 6 7 8 9 10 11  「高橋敏年譜・著作目録」『国立歴史民俗博物館研究報告』第121巻、国立歴史民俗博物館、2005年3月、478-483頁、doi:10.15024/00001331。
2. 1 2 3 4 5  「高橋敏先生を送る」『国立歴史民俗博物館研究報告』第121巻、国立歴史民俗博物館、2005年3月、478-483頁、doi:10.15024/00001330。
3. ↑  『現代日本人名録』1987年、ちくま新書著者紹介